# Munfordville (Kentucky)
Munfordville es una ciudad ubicada en el condado de Hart en el estado estadounidense de Kentucky. En el Censo de 2010 tenía una población de 1615 habitantes y una densidad poblacional de 276,64 personas por km².

## Geografía
Munfordville se encuentra ubicada en las coordenadas 37°16′51″N 85°53′58″O / 37.28083, -85.89944. Según la Oficina del Censo de los Estados Unidos, Munfordville tiene una superficie total de 5.84 km², de la cual 5.81 km² corresponden a tierra firme y (0.49%) 0.03 km² es agua.

## Demografía
Según el censo de 2010, había 1615 personas residiendo en Munfordville. La densidad de población era de 276,64 hab./km². De los 1615 habitantes, Munfordville estaba compuesto por el 85.2% blancos, el 11.76% eran afroamericanos, el 0.06% eran amerindios, el 0.62% eran asiáticos, el 0% eran isleños del Pacífico, el 0.62% eran de otras razas y el 1.73% pertenecían a dos o más razas. Del total de la población el 1.36% eran hispanos o latinos de cualquier raza.